# Nassira Traoré
Nassira Traoré (Bamako, 28 ottobre 1988) è un'ex cestista maliana.

## Carriera
Con il Mali ha disputato i Giochi olimpici di Pechino 2008, i Campionati mondiali del 2010 e sette edizioni dei Campionati africani (2009, 2011, 2013, 2015, 2017, 2019, 2021).